# Bảo tàng Xe máy
Bảo tàng Xe máy "Moto Strefa WueSKi" ở Świdnik (tiếng Ba Lan: Muzeum Motocykli „Moto Strefa WueSKi" w Świdniku) là một bảo tàng tọa lạc tại số 27 Phố Wyspiańskiego, Świdnik, Ba Lan. Bảo tàng hoạt động trong cơ cấu tổ chức của Trung tâm Văn hóa Thị trấn Świdnik.

## Lịch sử
Bảo tàng Xe máy "Moto Strefa WueSKi" ở Świdnik được mở cửa vào ngày 14 tháng 5 năm 2010 theo khởi xướng của Grzegorz Doroba - một người yêu thích mô tô. Bảo tàng nằm trong khuôn viên của nơi trước đây từng là Trường Trung học Cơ sở số 2.

## Triển lãm
Bộ sưu tập của Bảo tàng Xe máy "Moto Strefa WueSKi" ở Świdnik hiện có 23 chiếc xe máy, chủ yếu bao gồm các loại xe do Nhà máy Thiết bị Vận tải Świdnik sản xuất (16 chiếc), số còn lại là quà tặng từ các nhà sưu tập tư nhân. Vật triển lãm tiêu biểu tại Bảo tàng là chiếc mô tô mà cậu sinh viên Krakow Marek Michel đã đi khắp thế giới trong thập niên 1970. Ngoài ra, Bảo tàng còn trưng bày các tài liệu cũ, thư mục, lịch, áp phích và ảnh.

## Giờ mở cửa
Bảo tàng Xe máy "Moto Strefa WueSKi" ở Świdnik hoạt động quanh năm, mở cửa vào các ngày làm việc.